# 马图红四军军部旧址
马图红四军军部旧址位于中国广东省梅州市丰顺县龙岗镇马图村，又名见龙居，曾为朱德领导的红四军的军部，1983年4月被列为丰顺县文物保护单位，2012年10月20日被公布为广东省文物保护单位。